# Trò chơi có tổng bằng không

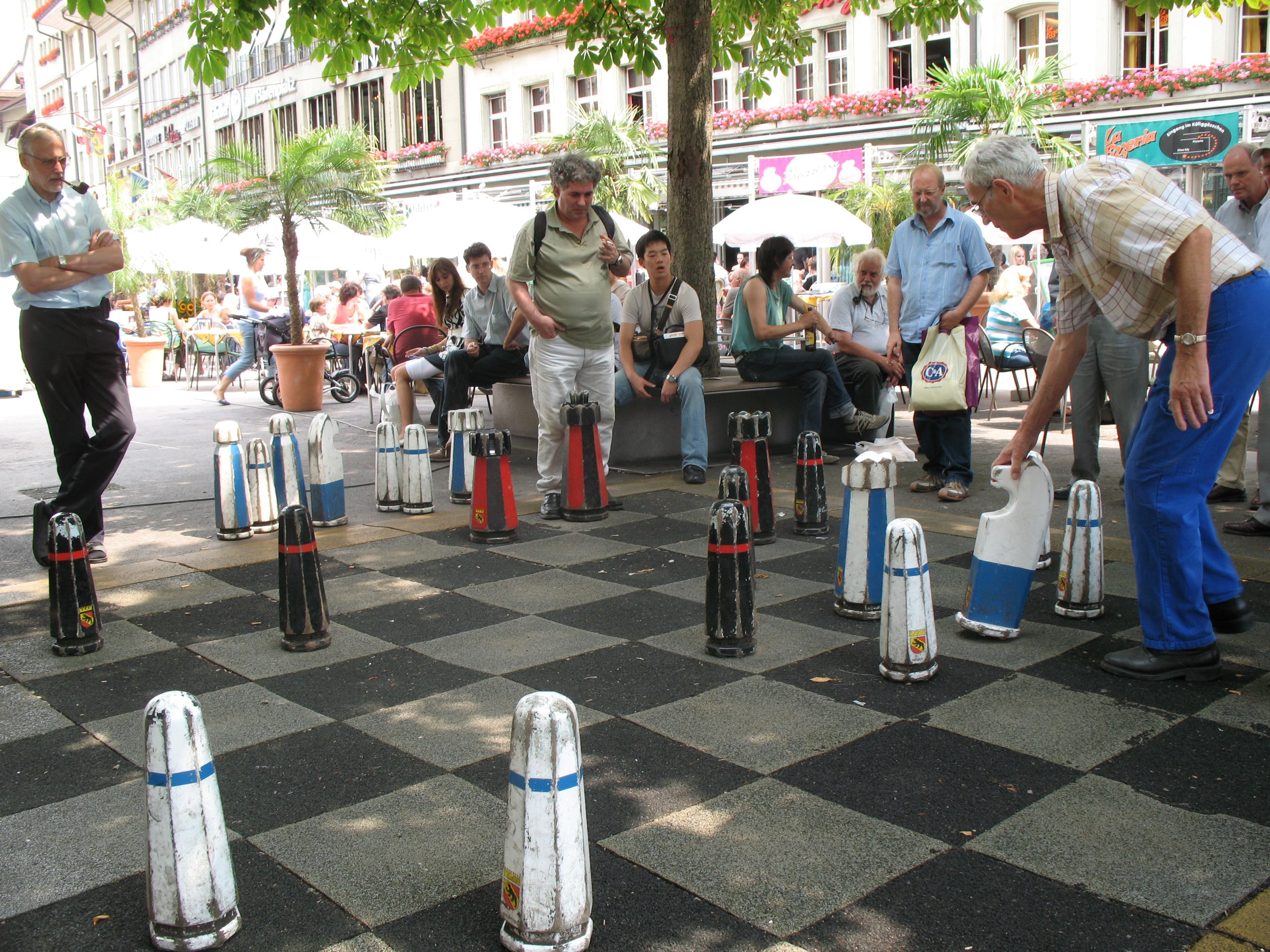
Trò chơi có tổng bằng không

Trong lý thuyết trò chơi và lý thuyết kinh tế, trò chơi có tổng bằng 0 là một biểu diễn toán học về tình huống trong đó mỗi người tham gia được hoặc mất tiện ích được cân bằng chính xác bởi những mất mát hoặc lợi ích của những người tham gia khác. Nếu tổng số lợi ích của những người tham gia được cộng lại và tính tổng thiệt hại, cả hai sẽ có tổng bằng không. Do đó, việc cắt bánh, trong đó nếu lấy một miếng lớn hơn sẽ làm giảm lượng bánh còn lại cho người khác, là một trò chơi có tổng bằng không nếu tất cả người tham gia đánh giá mỗi đơn vị bánh bằng nhau (xem tiện ích cận biên).
Ngược lại, tổng khác không mô tả một tình huống trong đó các khoản lãi và lỗ tổng hợp của các bên tương tác có thể nhỏ hơn hoặc nhiều hơn 0. Một trò chơi có tổng bằng không cũng được gọi là một trò chơi cạnh tranh nghiêm ngặt trong khi các trò chơi có tổng khác không có thể là cạnh tranh hoặc không cạnh tranh. Các trò chơi tổng bằng không thường được giải quyết bằng định lý Minimax liên quan chặt chẽ đến tính đối ngẫu lập trình tuyến tính, hoặc với trạng thái cân bằng Nash.